# Amici non ne ho
Amici non ne ho è un singolo di Loredana Bertè, con testo della cantante stessa e musica di Philippe Leon, pubblicato nel 1994. La prima versione fu un 45 giri promozionale uscito per l'etichetta di Renato Zero. In seguito il brano fu scelto per la partecipazione dell'artista al Festival di Sanremo, dove si classificò alla 13ª posizione. Il singolo contiene anche il brano Canta Vaya con Dios.
Il disco fece il suo ingresso al 19º posto della classifica dei singoli più venduti, ottenendo un discreto successo commerciale (circa 25 000 copie) e un ottimo successo radiofonico, diventando un classico del repertorio dell'artista.
Il brano è pubblicato all'interno dell'album Ingresso Libero (prodotto da Fio Zanotti, Fonopoli, 1994) con licenza di Zerolandia.
Musicisti:
- Aida Cooper: cori
- Luca Rustici: chitarre
- Mario Conte: tastiere
- Gaetano Diodato: basso
- Giancarlo Ippolito: batteria
- Pino Ciccarelli: sassofono

## Singolo 2017
Nel 2015 il titolo del singolo diventa quello del progetto di Fiorella Mannoia per un nuovo album di Loredana Berté in collaborazione con le principali voci femminili della scena pop italiana attuale, tra cui Paola Turci, Noemi, Irene Grandi, Emma, Nina Zilli. A partire dalla fine del 2015 vengono messe in rete le prime tracks del nuovo album.
Il 14 aprile 2017 viene estratto come singolo corale da Amiche in Arena.